# Деннінг (Арканзас)
Деннінг (англ. Denning) — місто (англ. town) в окрузі Франклін, штат Арканзас, США. Населення — 200 осіб (2020).

## Географія
Деннінг розташований на висоті 138 метрів над рівнем моря за координатами 35°25′30″ пн. ш. 93°45′24″ зх. д. / 35.42500° пн. ш. 93.75667° зх. д. (35.425137, -93.756804). За даними Бюро перепису населення США в 2010 році місто мало площу 2,81 км², уся площа — суходіл.

## Демографія
Згідно з переписом 2010 року, у місті мешкало 314 осіб у 117 домогосподарствах у складі 79 родин. Густота населення становила 112 особи/км². Було 131 помешкання (47/км²).
Расовий склад населення:
| - 96,8 % — білих - 1,0 % — чорних або афроамериканців - 0,3 % — корінних американців |

До двох чи більше рас належало 1,3 %. Іспаномовні складали 2,2 % від усіх жителів.
За віковим діапазоном населення розподілялося таким чином: 25,5 % — особи молодші 18 років, 60,8 % — особи у віці 18—64 років, 13,7 % — особи у віці 65 років та старші. Медіана віку мешканця становила 36,3 року. На 100 осіб жіночої статі у місті припадало 105,2 чоловіків; на 100 жінок у віці від 18 років та старших — 98,3 чоловіків також старших 18 років.
Середній дохід на одне домашнє господарство становив 49 151 долар США (медіана — 38 750), а середній дохід на одну сім'ю — 59 959 доларів (медіана — 49 286). Медіана доходів становила 24 375 доларів для чоловіків та 21 250 доларів для жінок. За межею бідності перебувало 10,6 % осіб, у тому числі 9,1 % дітей у віці до 18 років та 11,8 % осіб у віці 65 років та старших.
Цивільне працевлаштоване населення становило 80 осіб. Основні галузі зайнятості: виробництво — 35,0 %, освіта, охорона здоров'я та соціальна допомога — 16,3 %, фінанси, страхування та нерухомість — 15,0 %, будівництво — 13,8 %.
За даними перепису населення 2000 року в Деннінгу мешкало 270 осіб, 75 сімей, налічувалося 102 домашніх господарств і 115 житлових будинків. Середня густота населення становила близько 93, 1 особа на один квадратний кілометр. Расовий склад Деннінга за даними перепису розподілився таким чином: 95,19 % білих, 0,37 % — чорних або афроамериканців, 0,74 % — корінних американців, 1,85 % — азіатів, 1,85 % — представників змішаних рас.
Іспаномовні склали 2,22 % від усіх жителів містечка.
З 102 домашніх господарств в 33,3 % — виховували дітей віком до 18 років, 60,8 % представляли собою подружні пари, які спільно проживали, в 5,9 % сімей жінки проживали без чоловіків, 25,5 % не мали сімей. 22,5 % від загального числа сімей на момент перепису жили самостійно, при цьому 12,7 % склали самотні літні люди у віці 65 років та старше. Середній розмір домашнього господарства склав 2,65 особи, а середній розмір родини — 3,04 особи.
Населення містечка за віковим діапазоном за даними перепису 2000 року розподілилося таким чином: 26,3 % — жителі молодше 18 років, 6,7 % — між 18 і 24 роками, 28,9 % — від 25 до 44 років, 20,0 % — від 45 до 64 років і 18,1 % — у віці 65 років та старше. Середній вік мешканця склав 39 років. На кожні 100 жінок у Деннингу припадало 100,0 чоловіків, у віці від 18 років та старше — 97,0 чоловіків також старше 18 років.
Середній дохід на одне домашнє господарство в містечкі склав 23 750 доларів США, а середній дохід на одну сім'ю — 32 708 доларів. При цьому чоловіки мали середній дохід в 19 792 долара США на рік проти 17 344 доларів середньорічного доходу у жінок. Дохід на душу населення в містечкі склав 12 487 доларів на рік. 22,8 % від усього числа сімей в окрузі і 21,8 % від усієї чисельності населення перебувало на момент перепису населення за межею бідності, при цьому 18,4 % з них були молодші 18 років і 9,8 % — у віці 65 років та старше.